# Fly (chanson d'Aya Nakamura)
Pour les articles homonymes, voir Fly.
Singles de Aya Nakamura
Plus jamais
(2020) Bobo
(2021)
Clip vidéo
[vidéo] « Fly », sur YouTube
Fly est une chanson de la chanteuse franco-malienne Aya Nakamura parue sur son troisième album Aya. Elle est sortie le 17 mars 2021 en tant que quatrième single de l'album. Elle est écrite par Aya Nakamura, et composée par Aloïs Zandry, Machynist et Ever Mihigo.

## Clip vidéo
Le clip est sorti le 17 mars 2021 et est tourné sous la coupole des Galeries Lafayette à Paris, il est réalisé par David Ctiborsky,,.

## Historique
Le 23 juin 2024, Aya Nakamura performe son titre Fly pour l'ouverture du show lors du Vogue World Paris à la place Vendôme à Paris,.

## Liste de titres
| 1. | Fly | Aya Nakamura | 3:37 |

## Classements et certification

### Classement hebdomadaire
| Classement (2020) | Meilleure position |
| ----------------- | ------------------ |
| France (SNEP)     | 8                  |

### Certification
| Région | Certification | Ventes/Streams |
| --- | ------------- | -------------- |
| France (SNEP)                                                                                             | Or            | 15 000 000*    |
| *Ventes selon la certification xNon précisé par la certification ‡ventes/streaming selon la certification |               |                |

## Historique de sortie
| Pays/Région | Date         | Format                    | Label            | Réf.  |
| ----------- | ------------ | ------------------------- | ---------------- | ----- |
| Divers      | 17 mars 2021 | Téléchargement, streaming | Rec. 118, Warner | [ 8 ] |